# Elodina walkeri
Elodina walkeri is een vlindersoort uit de familie van de Pieridae (witjes), onderfamilie Pierinae.
Elodina walkeri werd in 1898 beschreven door Butler.